# Beaussac
Beaussac (okzitanisch Baussat) ist eine Ortschaft und eine Commune déléguée in der französischen Gemeinde Mareuil en Périgord mit 156 Einwohnern (Stand: 1. Januar 2022). Sie liegt im Arrondissement Nontron im Département Dordogne in der Region Nouvelle-Aquitaine. Zuständiger Gemeindeverband war die Communauté de communes Dronne et Belle. Das Gebiet der Commune déléguée bildet ferner einen integralen Bestandteil des Regionalen Naturparks Périgord-Limousin.

## Etymologie
Die Etymologie des okzitanischen Baussat ist unsicher. Eine Möglichkeit besteht darin, dass Baussat von Boissat abgeleitet ist, das seinerseits auf das Lateinische buxusatum zurückgehen dürfte – ein von Buchsbaum bewachsenes Terrain. Eine andere Möglichkeit ist in dem gallorömischen Personennamen Buccius zu sehen – dem das Suffix -acum als Eignertitel angehängt wurde (somit Bucciacum, Domäne des Buccius). Auch das Lateinische boscus mit dem Suffix -iacum muss in Betracht gezogen werden – ein bewaldetes, von Büschen bestandenes Gelände.
Geschichtlich wird die Gemeinde erstmals im 13. Jahrhundert als Boyzac erwähnt und erneut im Jahr 1382 als Boysset bzw. Boyssec. In einer Abschrift des 18. Jahrhunderts einer Urkunde von 1406 ist von einer parochia de Bossaco sowie etwas weiter von einer parochia de Beaussaco die Rede.
Der Ort wird dann auf der Cassini-Karte von 1756 bis 1789 noch als Beaussat bezeichnet. 1793 wird er als Baussac erwähnt, um dann 1801 erneut als Beaussat  geführt zu werden.

## Geographie
Beaussac liegt im Périgord, acht Kilometer nordwestlich von Mareuil und 13 Kilometer westsüdwestlich von Nontron entfernt (Luftlinie). Die Gemeinde Beaussac wurde von folgenden Nachbargemeinden umgeben:
| Charras (Département Charente)  | Mainzac (Département Charente)              | Hautefaye      |
| Combiers (Département Charente) | Kompassrose, die auf Nachbargemeinden zeigt | Connezac       |
| Les Graulges                    | Puyrenier                                   | Rudeau-Ladosse |

Beaussac war Grenzgemeinde zum Département Charente.
Neben dem Ortskern besteht die Commune déléguée aus folgenden Weilern, Gehöften, Mühlen, Schlössern, Ziegeleien und Geländepunkten:
Aucors, Bois de Beaussac, Bois de Marat, Bois Nègre, Bretanges, Château d’Aucors, Château de Bretanges, Château de Poutignac, Coulouniex, Donzac, Grosse Pierre, La Figure d'Henri IV, La Côte, La Garde, La Groïe, La Papetterie (verfallen), La Petite Garde (verfallen), La Platrerie, La Tanne, Lautre, Le Bois du Chazaud, Le Buis, Le Cros, Le Moulin à Vent, Le Moulin d'Aucors, Le Moulin de Puyloubard, Le Puy, Le Repaire, Les Brandes, Les Champs Plats, Les Coutures, Les Faures, Les Garfouillades, Les Trois Chemins, Les Tuillières, Maconty, Marat, Plambeau, Pont du Râteau, Pouffon, Poutignac, Pronchère, Puyloubard, Terres de Labrousse und Tuilière de Lagarde.
Der topographisch tiefste Punkt im Gebiet der Commune déléguée von Beaussac mit 105 Metern über dem Meer befindet sich an der Nizonne in der Südwestecke. Der höchste Punkt mit 224 Metern liegt im Nordwesten. Der maximale Höhenunterschied beträgt 119 Meter.
Die Commune déléguée Beaussac enthält ausgedehnte Waldungen, die rund 75 % des Gebiets bedecken (Bois de Beaussac und Ostteil des Forêt Domaniale de la Mothe-Clédou).

### Verkehrsanbindung
Der Ortskern von Beaussac liegt an der D 93 von Javerlhac-et-la-Chapelle-Saint-Robert nach Mareuil. Im Ortskern trifft auch die D 82 aus dem weiter im Osten gelegenen Rudeau ein; sie bindet bei Rudeau an die D 708 von Nontron nach Mareuil an. Vor der Überquerung der Nizonne beim Pont du Râteau zweigt von der D 93 nach rechts die D 87 ab sie folgt der rechten Talseite der Nizonne bis Les Graulges und weiter nach Combiers und La Rochebeaucourt. Über die D 104 kann vom Ortskern aus Charras im Nordwesten erreicht werden. An der Mündung des Ruisseau de Bretanges  in die Nizonne zweigt ferner eine Kommunalstraße von der D 87 in Richtung Nordost nach Hautefaye ab.

## Hydrographie

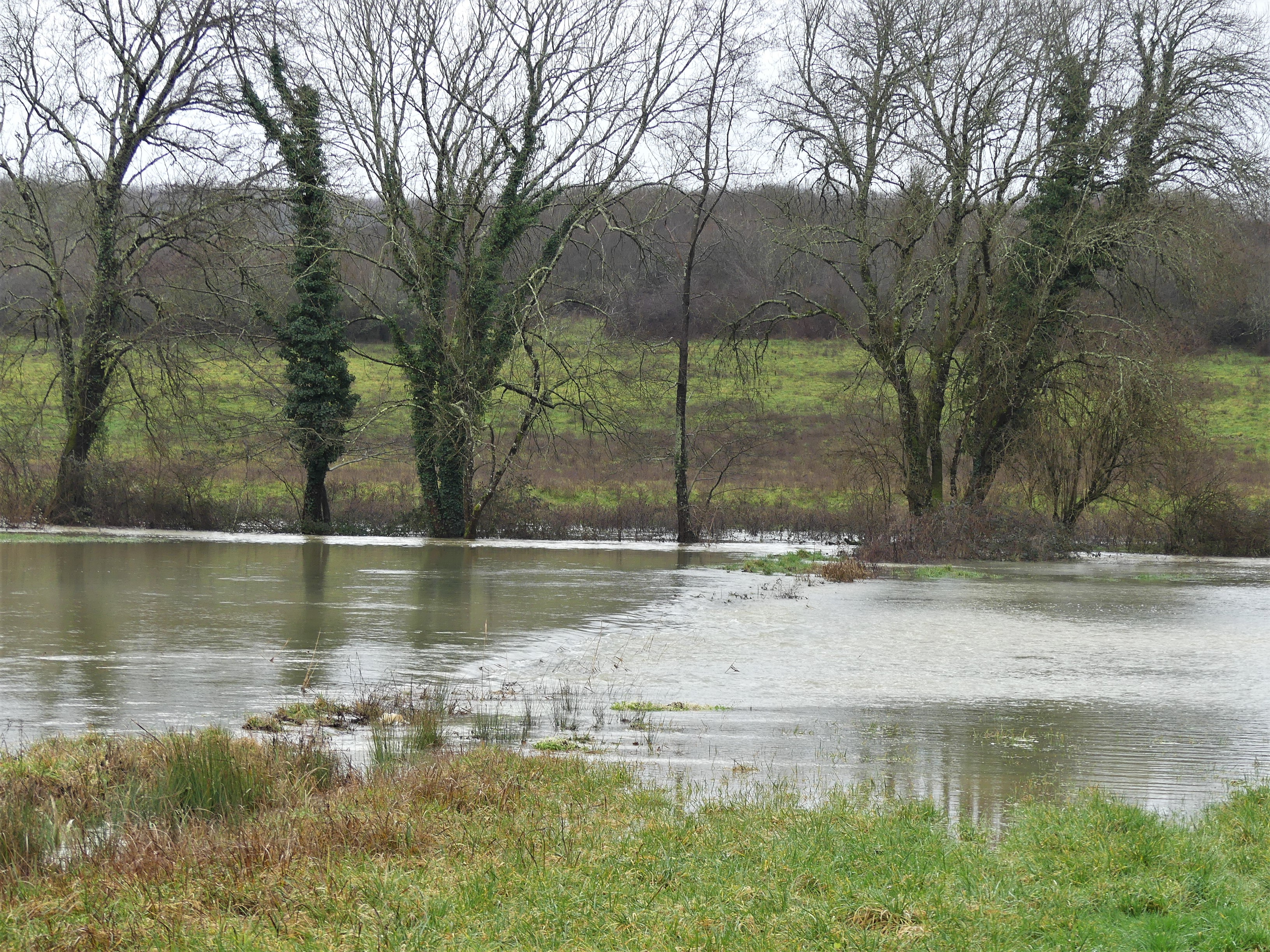
Hochwasser der Nizonne bei Pronchère

Hauptfluter der Commune déléguée ist die nach Westen fließende Nizonne, welche die Südwestgrenze zu Puyrenier bildet. Sie empfängt am Pont du Râteau als rechten Nebenfluss den Ruisseau de Beaussac – Südostgrenze zu Rudeau-Ladosse. Bei Le Moulin de Puyloubard verlässt die Nizonne das Gebiet der Commune déléguée; sie nimmt an diesem Tripelpunkt als weiteren rechten Nebenfluss den Ruisseau de Bretanges auf – Westgrenze zu Les Graulges. Dieser Bach fließt in Südwestrichtung; zirka einen Kilometer vor seiner Mündung in die Nizonne kommt ihm aus Nordwesten ein kleiner, rechter Seitenarm entgegen (Grenzbach zu Les Graulges).
Die Nizonne und ihre Nebenarme gehören zum Flusssystem Isle-Dronne.

## Geologie

Geologische Karte von Mareuil en Périgord. Beaussac liegt im oberen westlichen Abschnitt.

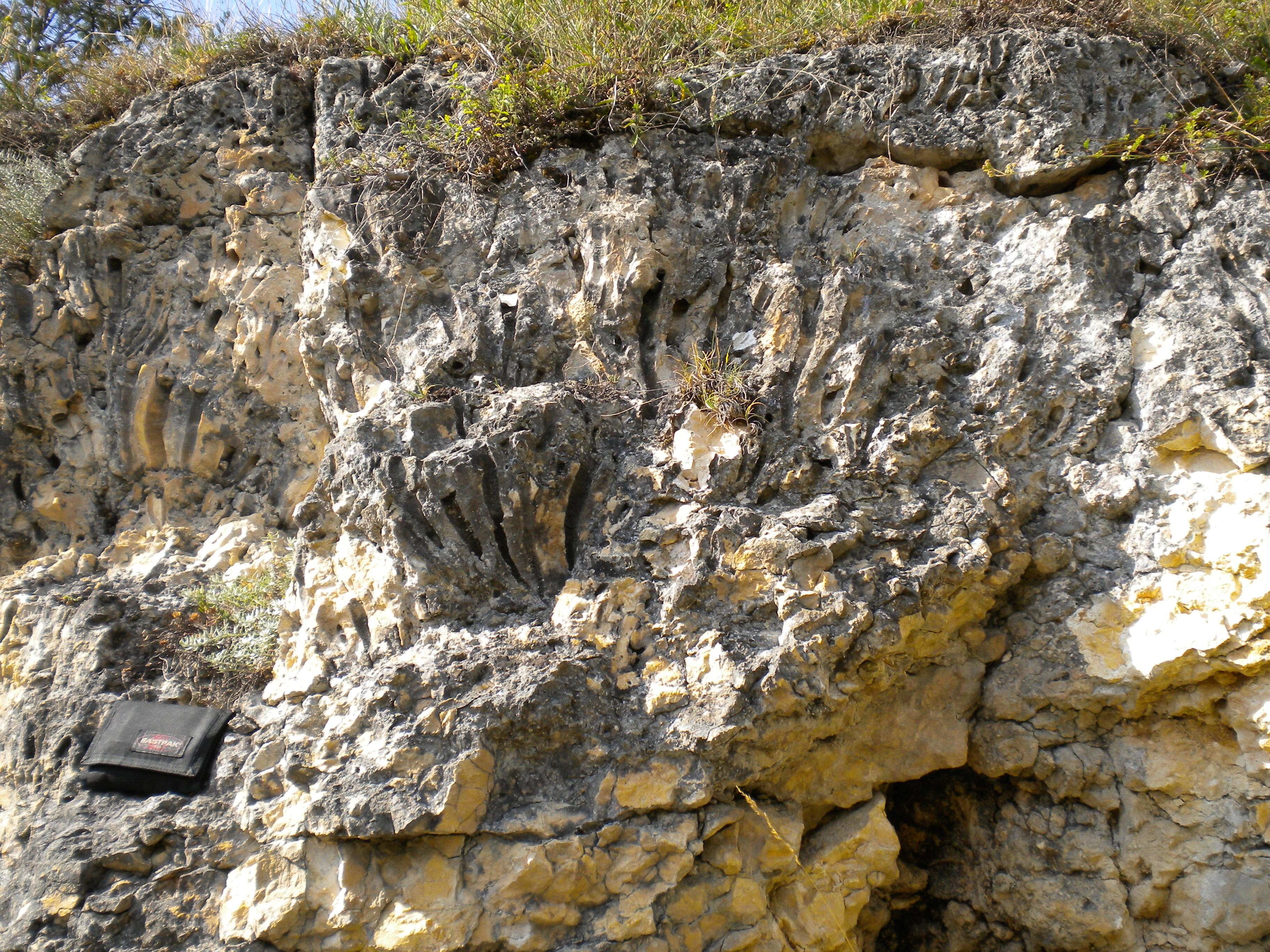
Rudistenbiostrom am Steinbruch von Aucors

Das Gebiet der Commune déléguée liegt ausschließlich auf flachliegenden Sedimenten des nördlichen Aquitanischen Beckens. Strukturell gehören diese zum Nordflügel der Combiers-Saint-Crépin-de-Richemont-Synklinale.
Älteste aufgeschlossene Formation sind die kryptokristallinen Kalke des Oberbathons (Formation j2-6(a)). Sie stehen im äußersten Norden an der Grenze zu Charras, Combiers und Hautefaye an. Darüber folgt Oxfordium (Formation j2-6(b)) – eine Wechselfolge aus feinkörnigen, weißen, kreidigen Kalken und beigen Oolithkalken.
Über das Oxfordium ging die Transgression des Cenomaniums hinweg (Formation C1-2). Das Cenomanium besteht aus grünen, austernführenden Mergeln, aus Feinsanden und aus sandigen Alveolinenkalken. Es ist bei Pouffon, Lagarde, Maconty, Les Tuillères, Les Coutures und unterhalb von Donzac zu sehen. Nächsthöheres Schichtglied sind die plattigen, teils flaserigen Kreidekalke des Ligériens (Unterturon – Formation C3a). Es säumt die beiden Seitenäste des Ruisseau de Bretanges und die rechte Talseite des Ruisseau de Beaussac beim Ortskern von Beaussac. Es folgt das Angoumien (Formationen C3b und C3c) mit der im Gelände nicht zu verwechselnden Schichtrippe der ‘’Angoulême-Formation’’ (Rudistenkalke) an seiner Basis. Das Angoumien ist auf der rechten Talseite der Nizonne anstehend. Das Untere Angoumien tritt um den Ortskern ausnahmsweise in seiner kalkarenitischen Fazies auf. Letztes aufgeschlossenes Schichtglied der Oberkreideformationen sind dann die harten Fossilkalke des Coniaciums (Formation C4), aufgeschlossen bei Aucors, Pronchères und Puyloubard.
Die Jura- und Oberkreidesedimente werden im Bereich des Bois de Beaussac und des Forêt Domaniale de la Mothe-Clédou von alttertiärem Kolluvium verhüllt, welches während des Pleistozäns umgelagert wurde (Formationen AC und ACF). Kleine Reste von alluvialen Schottern des Pliozäns (Formation Fs) sind im Norden (bei La Tanne) und Nordwesten (bei Le Bois du Chazaud) des Ortskerns erhalten. Die Sedimentfüllung in der Talaue der Nizonne stammt aus dem Holozän (Formation K).
Südwestlich des Ortskerns entlang des Ruisseau de Beaussac queren drei ostsüdoststreichende Störungen, die zu einem Verkippen des Schichtverbandes geführt haben (so wurde im mittleren der drei Blöcke beispielsweise die gewöhnlich mit 3° nach Südwest einfallende Sedimentserie auf bis zu 30° verstellt, gleichzeitig wurde die Streichrichtung nach Nordost verdreht). Die Störungszone von Beaussac steht sehr wahrscheinlich mit der etwas weiter gen Südwest auftauchenden Mareuil-Antiklinale in genetischer Verbindung.
Tonlagen im Oberen Cenomanium wurden einst als Rohstoff für Ziegeleien bei La Tuilière de Lagarde und Maconty abgebaut.

## Ökologie

### Naturpark
Beaussac bildet seit 1998 einen integralen Bestandteil des Regionalen Naturparks Périgord-Limousin. Die Zugehörigkeit wurde im Jahr 2011 erneuert.

### Schutzgebiete
In Beaussac finden sich dreierlei Schutzgebiete (Französisch ZNIEFF – zone naturelle d’interêt écologique, faunistique et floristique):

#### Schutzgebiete des Typus 1

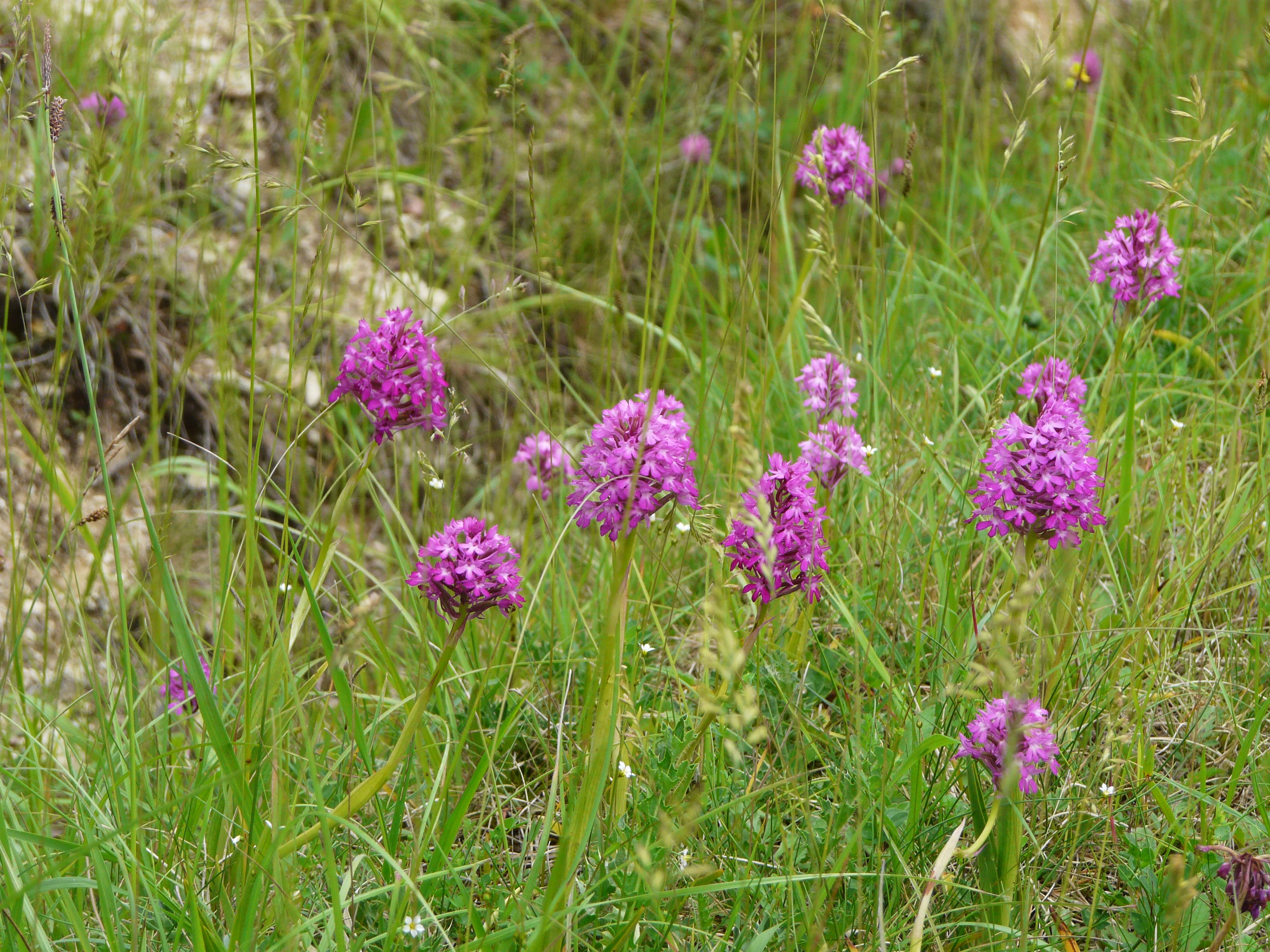
Pyramiden-Hundswurz (Anacamptis pyramidalis)

Ene ZNIEFF des Typus 1 figuriert unter Coteaux calcaires des bords de la Nizonne et de la Belle und umfasst in Beaussac die rechtsseitigen Hanglagen des Ruisseau de Beaussac und der Nizonne. Auf diesem etwa 2 Quadratkilometer großen und zusammenhängenden Gebiet gedeihen mehr als 160 Pflanzenarten, von denen mehrere als typisch angesehen werden. Darunter die Färberdistel Carthamus mitissimus, der Steppen-Wolfsmilch (Euphorbia seguieriana), das Gewöhnliche Nadelröschen (Fumana procumbens), das Graue Sonnenröschen (Helianthemum canum), die Erd-Segge (Carex humilis), der Nizza-Mauerpfeffer (Sedum sediforme), Arenaria controversa und das Niederliegende Leinblatt (Thesium humifusum). Hierzu gesellen sich 18 Orchideenarten, darunter Rotes Waldvöglein (Cephalanthera rubra), Ohnhorn (Orchis anthropophora), Violetter Dingel (Limodorum abortivum), Großes Zweiblatt (Neottia ovata), Bocks-Riemenzunge (Himantoglossum hircinum), Kleines Knabenkraut (Anacamptis morio), Brand-Knabenkraut (Neotinea ustulata), Helm-Knabenkraut (Orchis militaris), Männliches Knabenkraut (Orchis mascula), Mücken-Händelwurz (Gymnadenia conopsea), Pyramiden-Hundswurz (Anacamptis pyramidalis), Purpur-Knabenkraut (Orchis purpurea), Bienen-Ragwurz (Ophrys apifera), Große Spinnen-Ragwurz (Ophrys sphegodes), Hummel-Ragwurz (Ophrys holoserica), Braune Ragwurz (Ophrys fusca), Fliegen-Ragwurz (Ophrys insectifera) und Grünliche Waldhyazinthe (Platanthera chlorantha).
Unter dem Titel Marais alcalins de la vallée de la Nizonne (alkalische Sümpfe des Nizonne-Tals) besteht eine weitere ZNIEFF des Typus 1. Dieses recht schmale, nur 35 Hektar umfassende Gebiet liegt unmittelbar am Flusslauf der Nizonne und des Ruiseeau de Baussac. Hier leben 12 charakteristische Tierarten: Helm-Azurjungfer (Coenagrion mercuriale), Kreuzenzian-Ameisenbläuling (Phengaris rebeli), Heller Wiesenknopf-Ameisenbläuling (Phengaris teleius), Europäische Sumpfschildkröte (Emys orbicularis), Gekielter Flussfalke (Oxygastra curtisii), Großer Feuerfalter (Lycaena dispar), Stromtal-Wiesenvögelchen (Coenonympha oedippus), Französische Keiljungfer (Gomphus graslinii), Fischotter (Lutra lutra), Europäischer Laubfrosch (Hyla arborea), Marmormolch (Triturus marmoratus) und Europäischer Nerz (Mustela lutreola). Hinzu kommen die typischen 5 Pflanzenarten Schachblume (Fritillaria meleagris), Lungen-Enzian (Gentiana pneumonanthe), Gelbe Wiesenraute (Thalictrum flavum), Gewöhnliches Pfeilkraut (Sagittaria sagittifolia) und Verkannter Wasserschlauch (Utricularia australis).
Insgesamt treten jedoch noch 160 weitere Tierarten und 156 Pflanzenarten auf.

#### Schutzgebiet des Typus 2

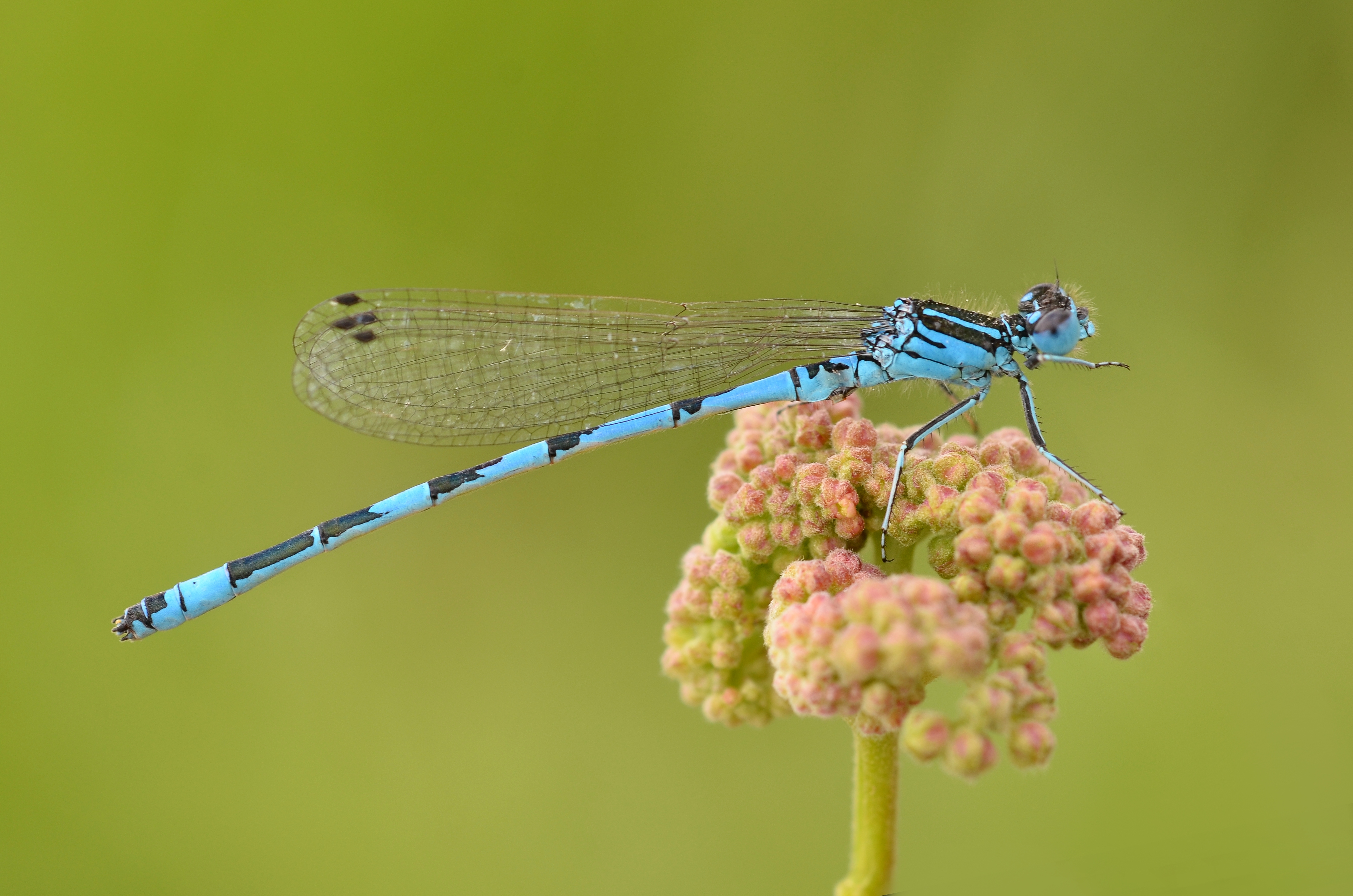
Helm-Azurjungfer (Coenagrion mercuriale)

Die Talungen der Nizonne und ihrer Nebenflüsse Ruisseau de Beaussac und Ruisseau de Bretanges sind unter der Bezeichnung  Vallée de la Nizonne als ökologische Schutzzonen des Typus 2 ausgewiesen. Die angetroffene Fauna besteht aus 250 Arten, davon 30 bestimmender Natur – darunter 20 Säugetierarten, 7 Insektenarten (davon 4 Schmetterlinge), 2 Amphibienarten und eine Schildkrötenart.
Neben den unter Typus 1 bereits angeführten Arten sind für den Typus 2 insgesamt 18 Fledermausarten von Bedeutung: Mopsfledermaus (Barbastella barbastellus), Großes Mausohr (Myotis myotis), Große Hufeisennase (Rhinolophus ferrumequinum), Langflügelfledermaus  (Miniopterus schreibersii), Kleine Bartfledermaus (Myotis mystacinus), Wimperfledermaus (Myotis emarginatus), Bechsteinfledermaus (Myotis bechsteinii), Wasserfledermaus (Myotis daubentonii), Fransenfledermaus (Myotis nattereri), Großer Abendsegler (Nyctalus noctula), Kleiner Abendsegler (Nyctalus leisleri), Graues Langohr (Plecotus austriacus), Braunes Langohr (Plecotus auritus), Kleines Mausohr (Myotis blythii), Kleine Hufeisennase (Rhinolophus hipposideros), Weißrandfledermaus (Pipistrellus kuhlii), Rauhautfledermaus (Pipistrellus nathusii) und Breitflügelfledermaus (Eptesicus serotinus).
Die Flora zeichnet sich durch mehr als 200 Pflanzenarten aus, wovon 9 als charakteristisch angesehen werden. Neben den unter Typus 1 bereits erwähnten Arten Schachblume, Gelbe Wiesenraute, Lungen-Enzian und Verkannter Wasserschlauch sind dies Graues Sonnenröschen (Helianthemum canum), Lockerblütiges Knabenkraut (Anacamptis laxiflora), Nizza-Mauerpfeffer (Sedum sediforme), Arenaria controversa und Wald-Simse (Scirpus sylvaticus).
Eine weitere ZNIEFF des Typus 2 stellt der Bois de Beaussac dar. Seine 10 Quadratkilometer teilen sich auf die Gemeinden Beaussac, Connezac und Hautefaye auf, wobei drei Viertel allein in Beaussac zu liegen kommen. Ein kleiner Anteil greift auch auf den Südwesten von Rudeau-Ladosse über. In ihm gedeiht vor allem das Sandkraut Arenaria controversa.

#### Natura 2000

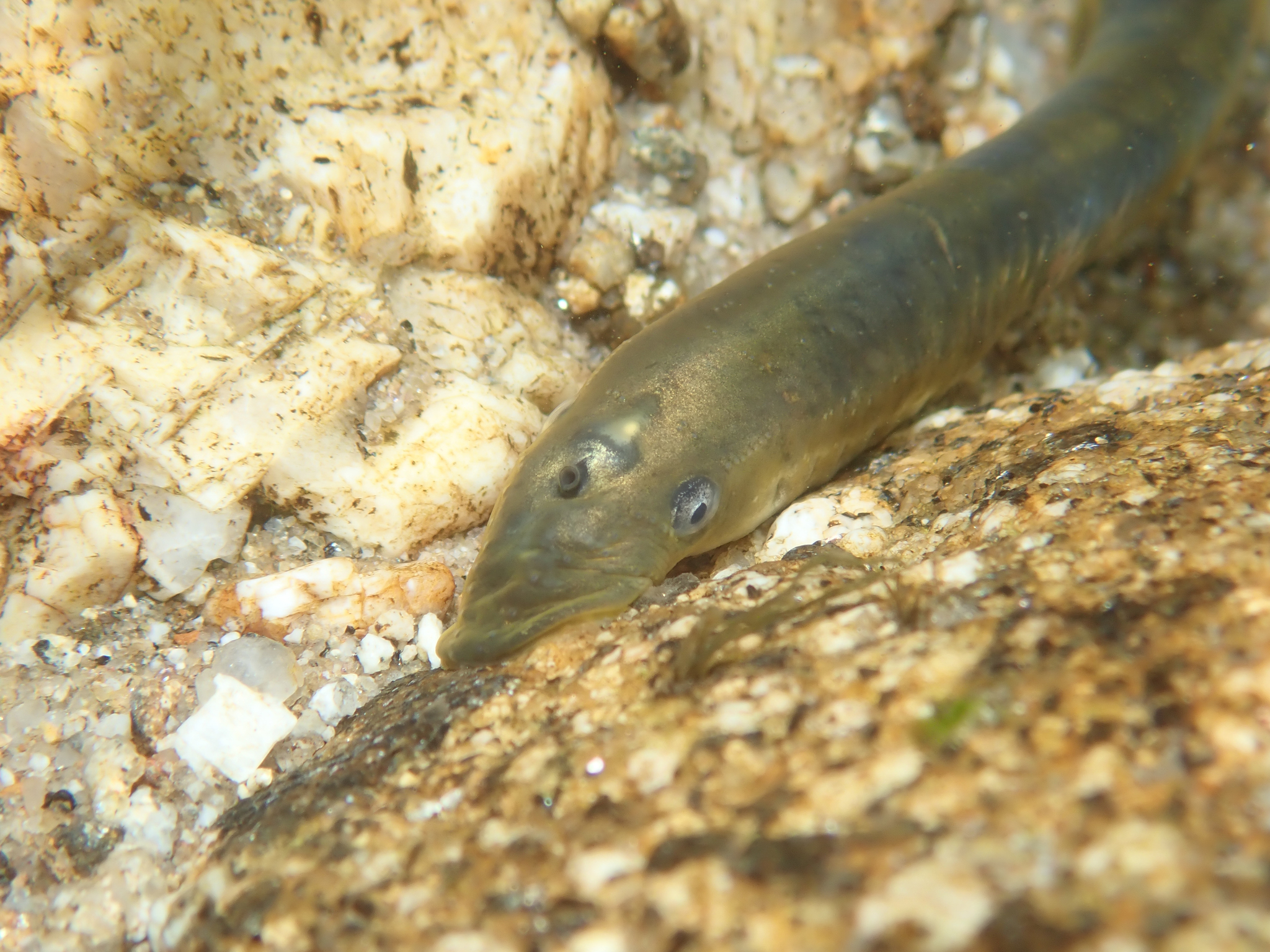
Bachneunauge (Lampetra planeri)

Das Nizonnetal fällt außerdem unter Natura 2000. Gemäß der Richtlinie 92/43/EWG werden 20 Tierarten hier unter Anhang-II geschützt. Darunter 10 Säugetierarten mit allein 8 Fledermäusen, 7 Insektenarten, 2 Fischarten und eine Schildkröte. Zu den bereits unter dem Typus 1 aufgeführten Insekten kommt noch der Skabiosen-Scheckenfalter (Euphydryas aurinia) hinzu. Die beiden Fischarten sind die Scheldegroppe (Cottus perifretum) und das Bachneunauge (Lampetra planeri). Als Schildkröte fungiert die Europäische Sumpfschildkröte (Emys orbicularis).

## Geschichte
Das Gemeindegebiet von Beaussac war bereits im Neolithikum besiedelt, wie die Fundstätte bei Les Bretanges belegt
Das älteste erhaltene Bauwerk in Beaussac ist die romanische Kirche Saint-Étienne aus dem 12. Jahrhundert. Im 15. Jahrhundert wurden die beiden Schlösser Château d'Aucors und Château de Poutignac errichtet. Das Schloss Château de Bretanges stammt aus dem 17. Jahrhundert.
Die Gemeinde Beaussac wurde mit Wirkung vom 1. Januar 2017 mit den Gemeinden Champeaux-et-la-Chapelle-Pommier, Les Graulges, Léguillac-de-Cercles, Mareuil, Monsec, Puyrenier, Saint-Sulpice-de-Mareuil und Vieux-Mareuil zur Commune nouvelle Mareuil en Périgord zusammengeschlossen und verfügt seither dort über den Status einer Commune déléguée. Sie gehört zum Kanton Brantôme.

## Bevölkerungsentwicklung
| Jahr | Einwohner |  |
| 1962 | 281       |  |
| 1968 | 254       |  |
| 1975 | 224       |  |
| 1982 | 203       |  |
| 1990 | 212       |  |
| 1999 | 187       |  |
| 2004 | 197       |  |
| 2006 | 191       |  |
| 2008 | 187       |  |
| 2009 | 185       |  |
| 2014 | 176       |  |
| 2015 | 170       |  |
| 2016 | 165       |  |
| 2018 | 155       |  |
| 2019 | 149       |  |

Quelle: INSEE
Die Bevölkerungszahlen in Beaussac waren unter leichten Fluktuationen generell rückläufig, der Rückgang war aber etwas deutlicher als im restlichen ehemaligen Kanton Mareuil.

## Sehenswürdigkeiten
- Romanische Kirche Saint-Étienne aus dem 12,/13. Jahrhundert. Die Kirche ist seit 1948 Monument historique. In ihr befindet sich die Ehrenbank der ortsansässigen Adelsfamilie, seit 1963 ebenfalls Monument historique.
- Château d'Aucors aus dem 15. und 17. Jahrhundert
- Château de Poutignac aus dem 15./16. Jahrhundert und 18. Jahrhundert
- Château de Bretanges aus dem 17. Jahrhundert
- Russisch-Orthodoxe Heilandskirche im Weiler Puyloubard

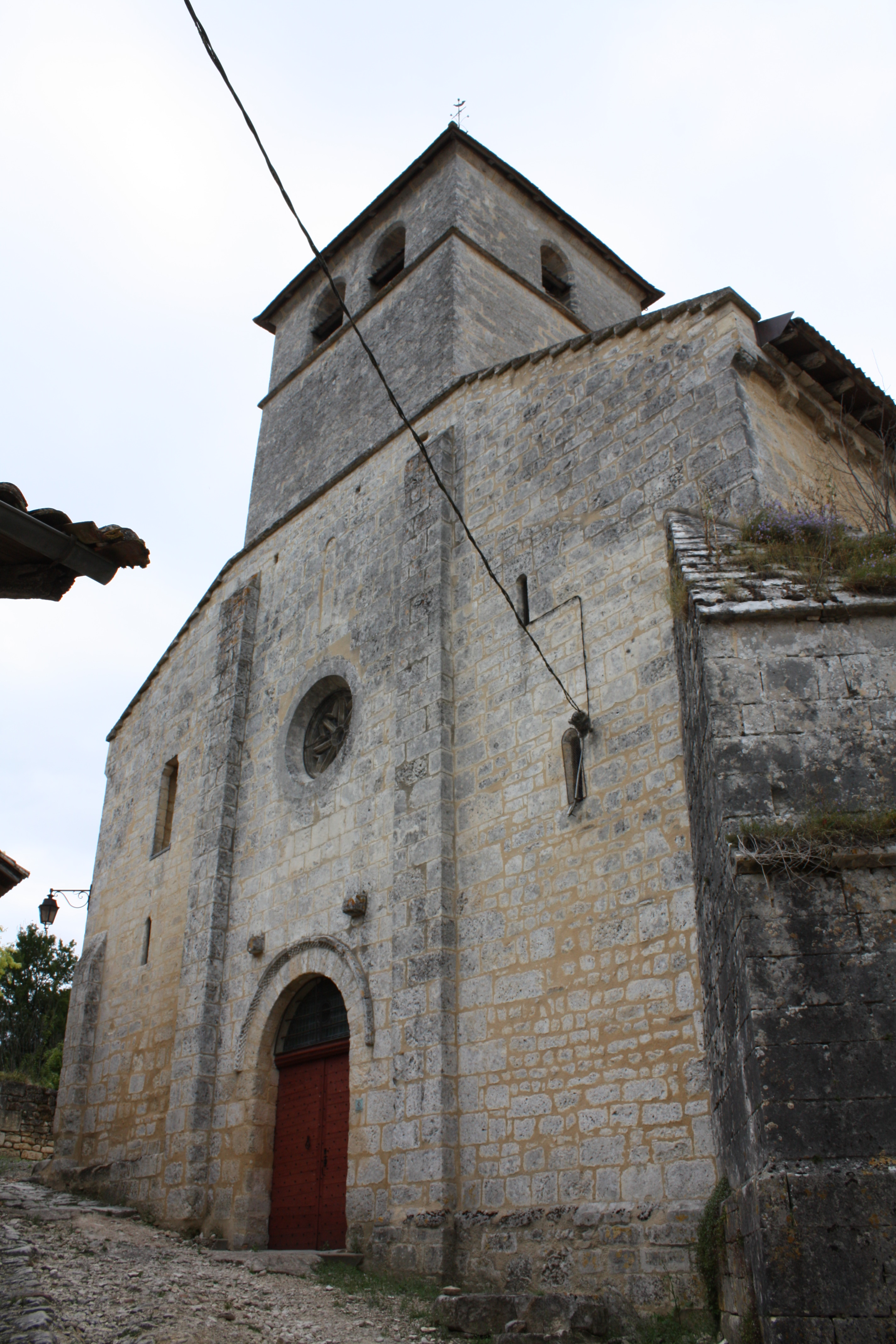
Eingangsseite der in den Hang gebauten Kirche Saint-Étienne
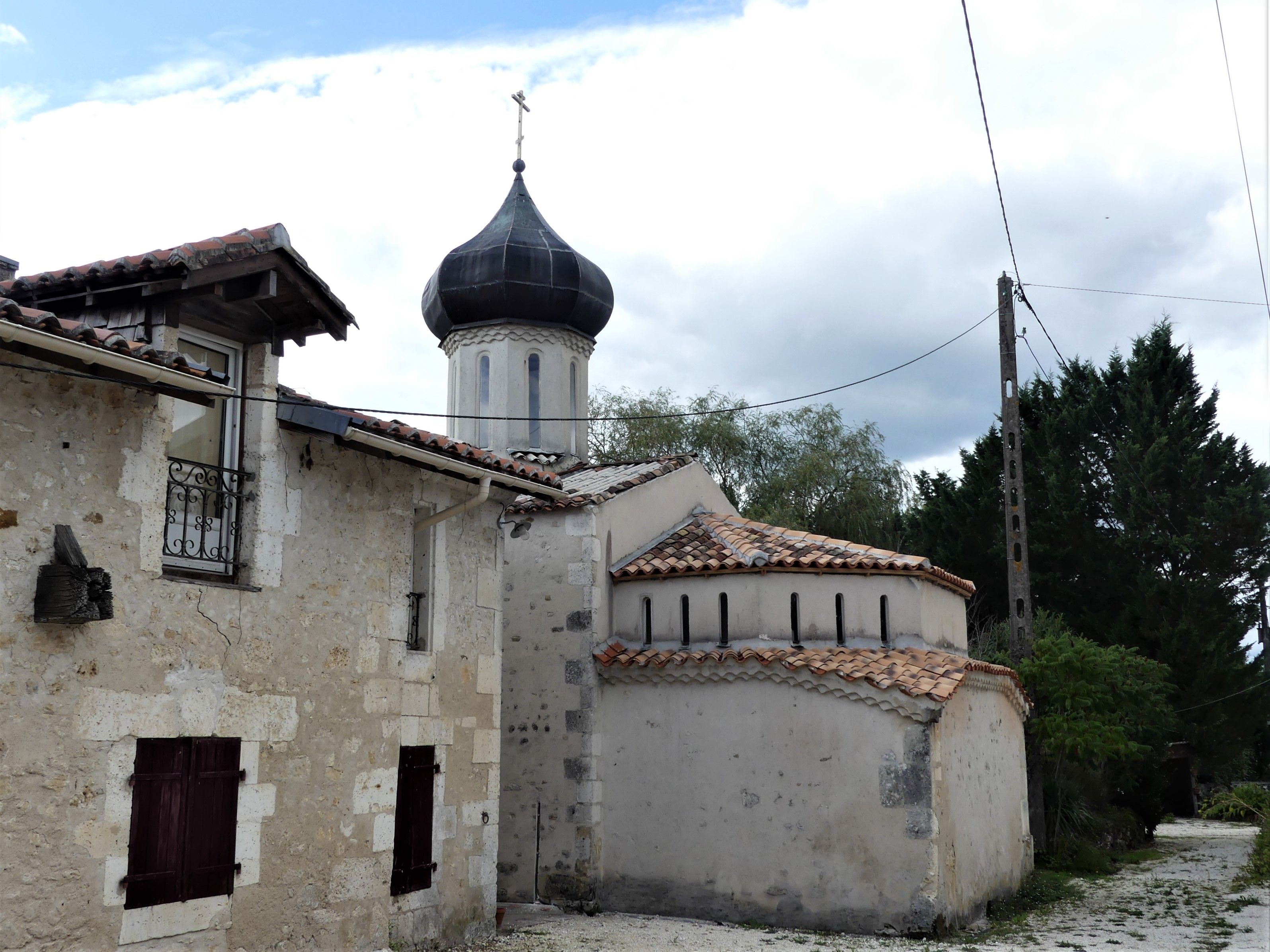
Die russisch-orthodoxe Kapelle in Puyloubard
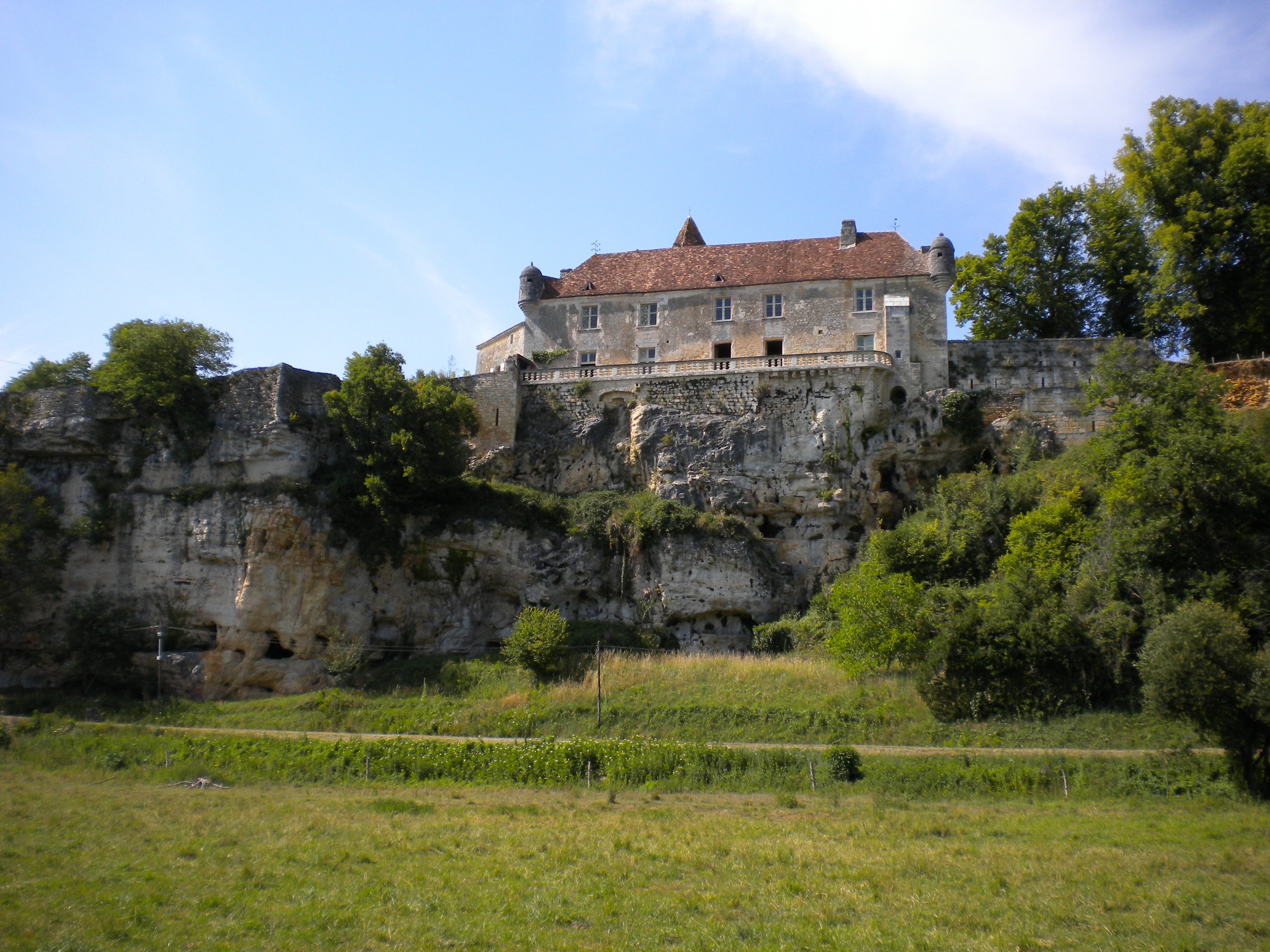
Das Château d'Aucors
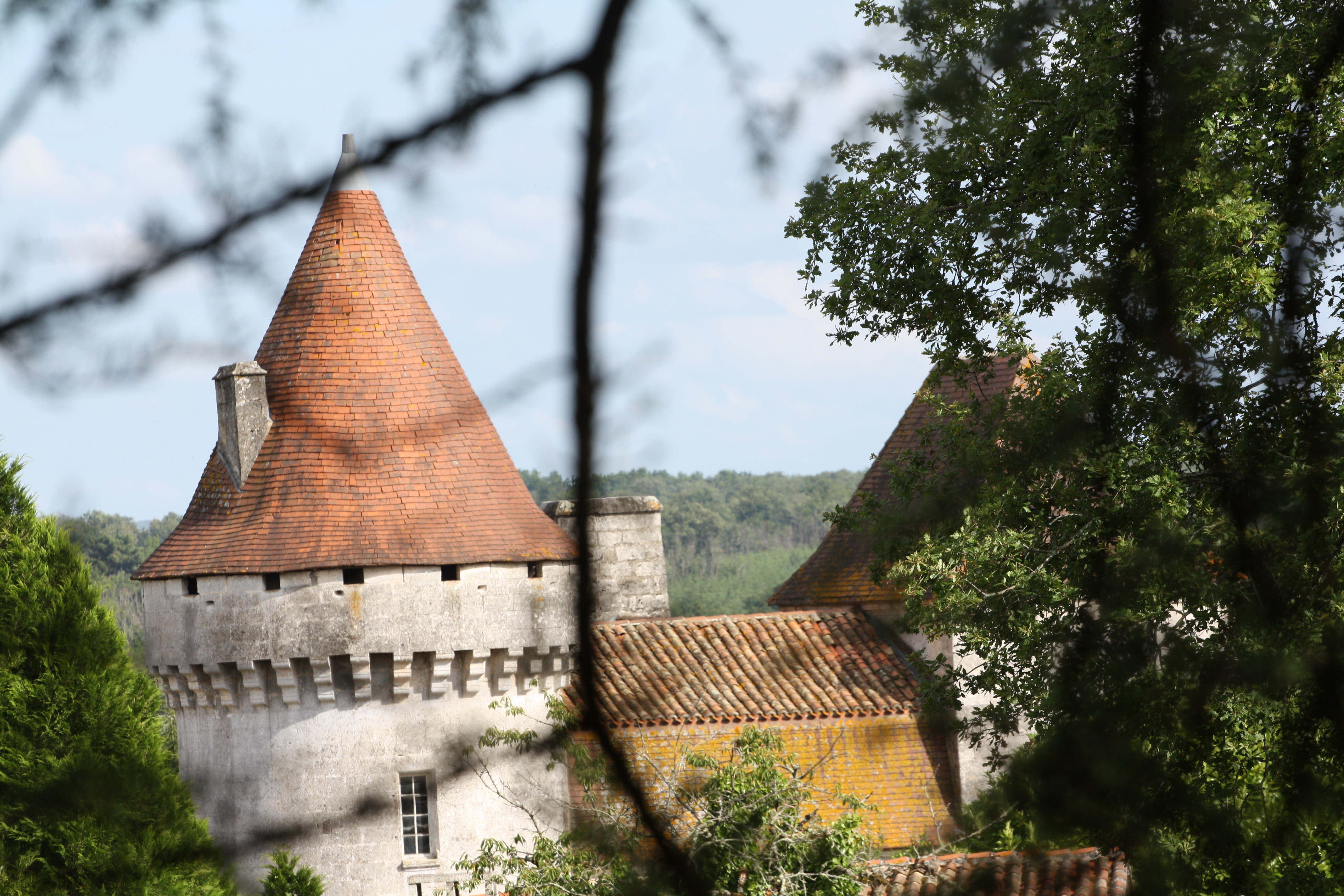
Das Château de Poutignac
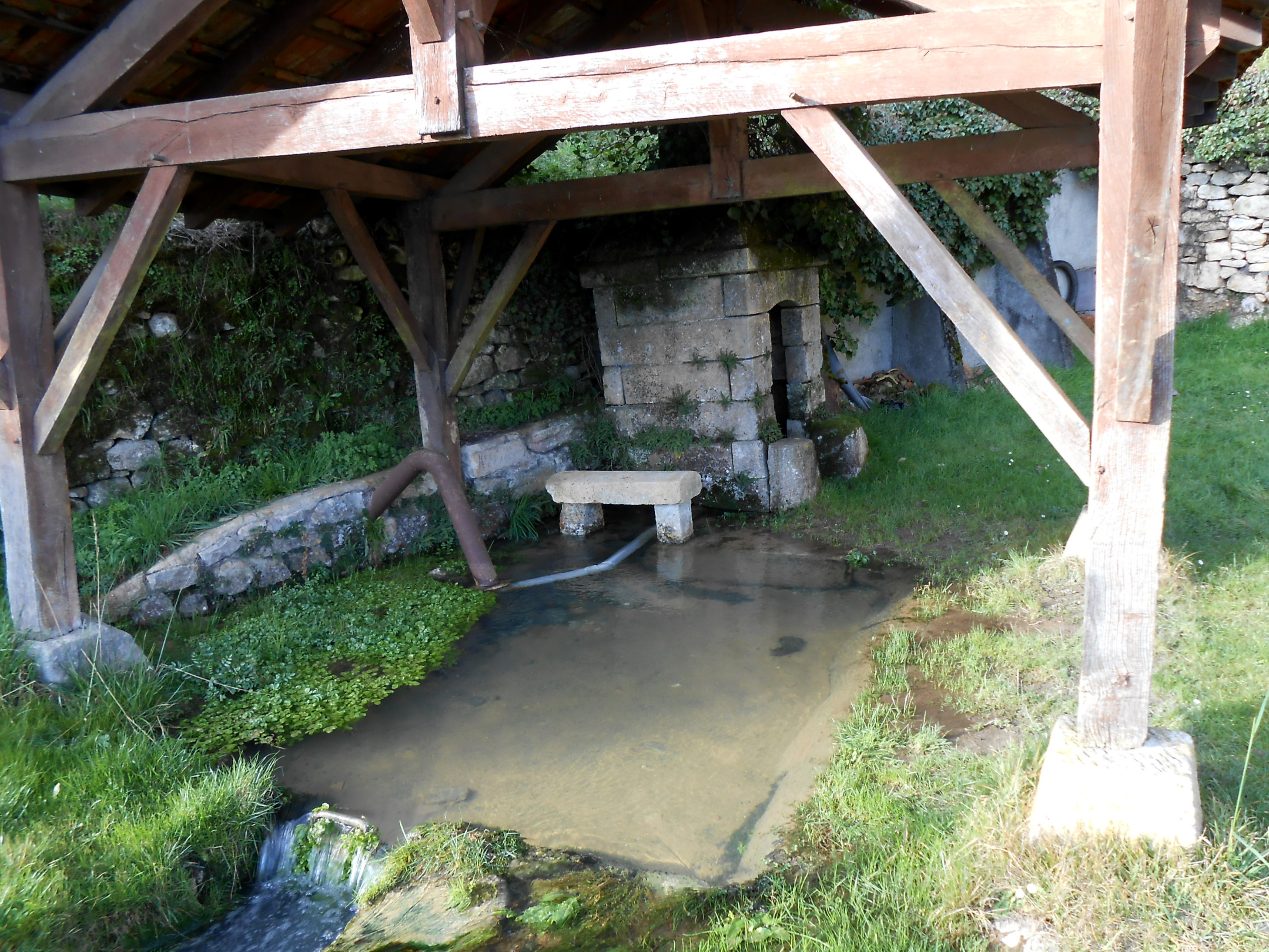
Das Lavoir von Beaussac
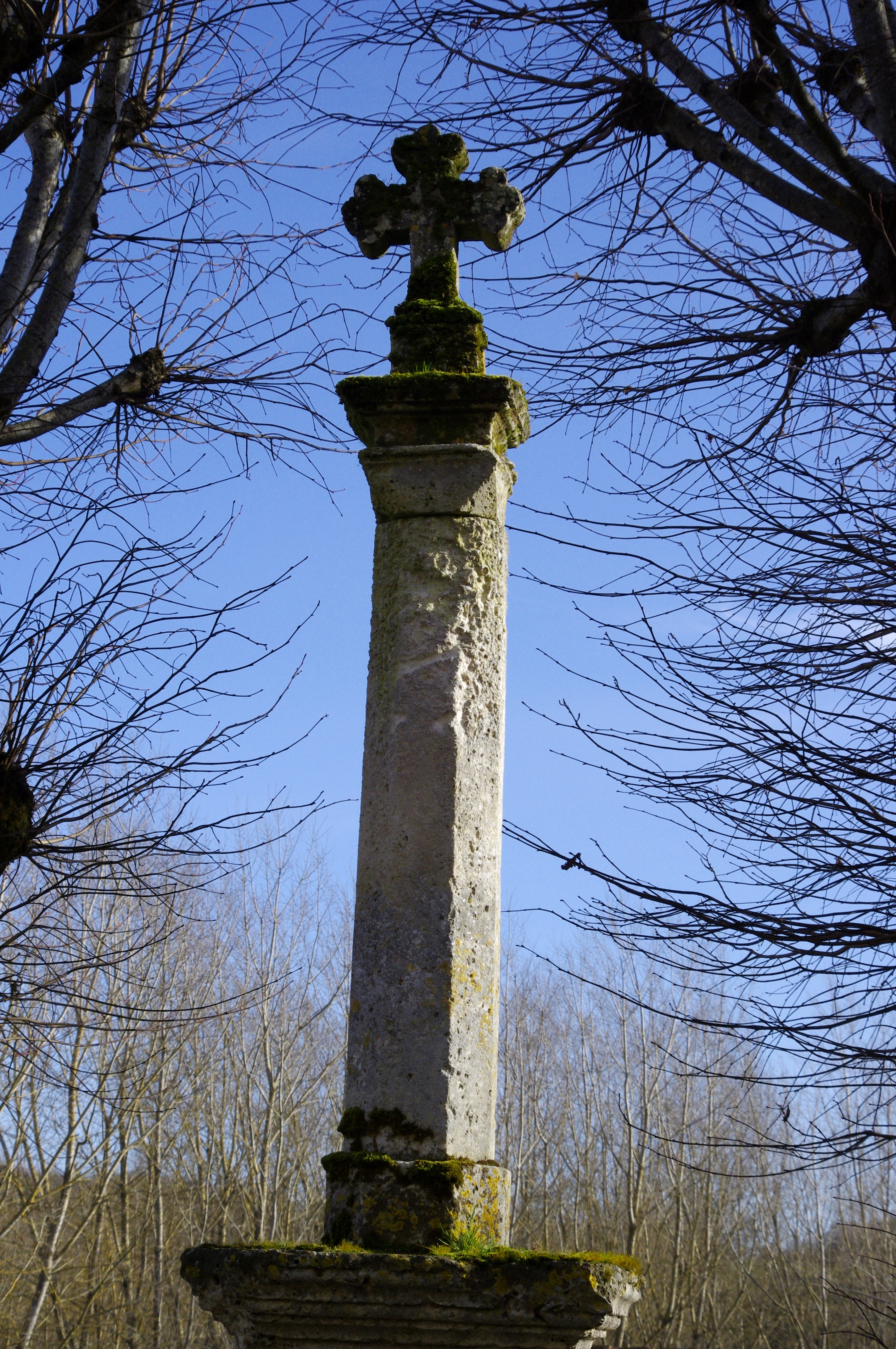
Wegekreuz von Beaussac
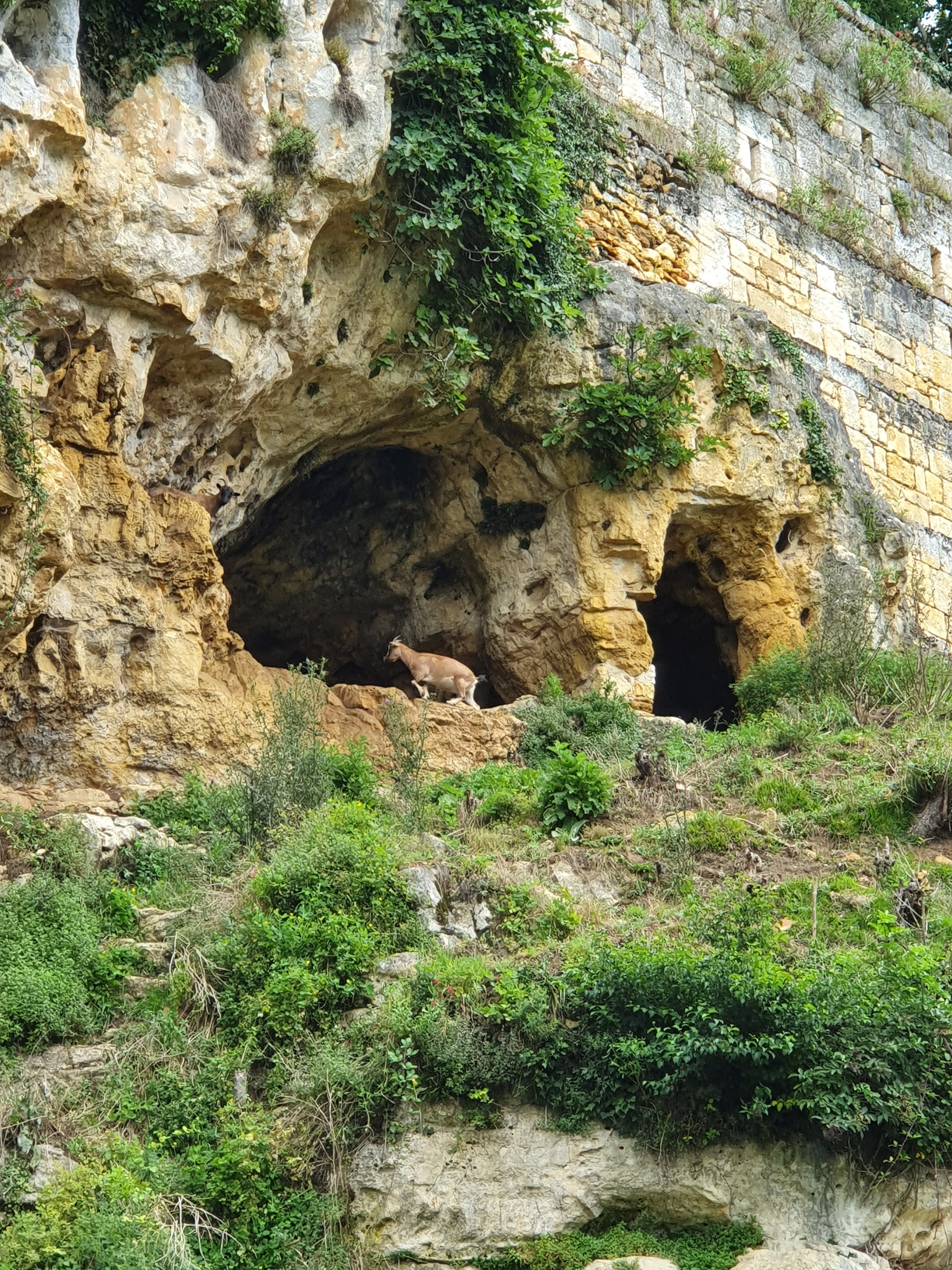
Höhlen unterhalb vom Château d'Aucors
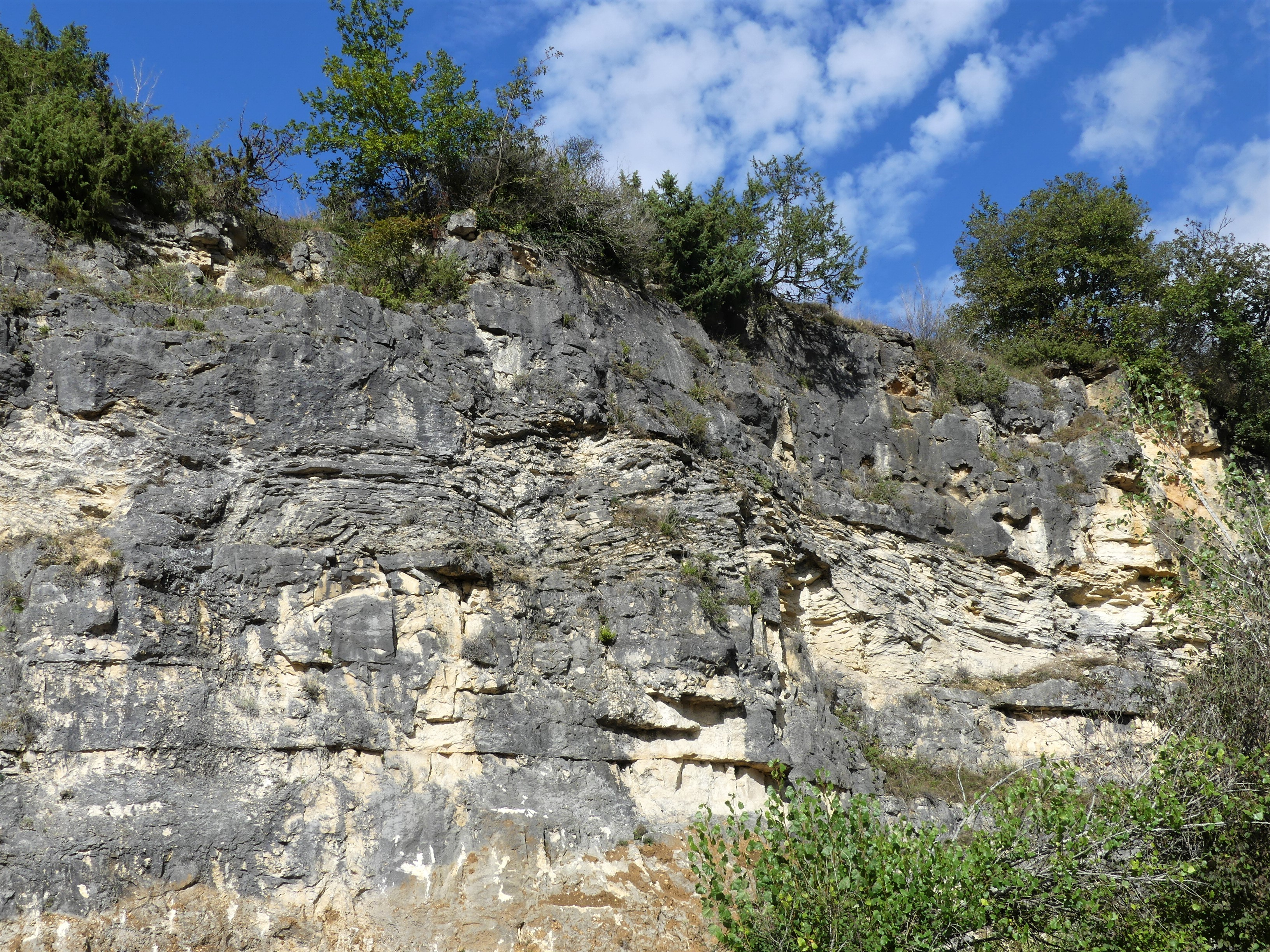
Der Steinbruch von Aucors